# James Hamilton (4. książę Abercorn)
James Edward Hamilton (ur. 29 lutego 1904, zm. 4 czerwca 1979), brytyjski arystokrata i polityk, najstarszy syn Jamesa Hamiltona, 3. księcia Hamilton i lady Rosalind Bingham, córki 4. hrabiego Lucan. Sponsorem jego chrzcin był król Edward VII Koburg.
Wykształcenie odebrał w Eton College, później służył w rezerwie armii, gdzie dosłużył się stopnia kapitana. W 1946 r. zasiadł w radzie hrabstwa Tyrone. Później działał w senacie Irlandii Północnej. Po śmierci ojca w 1953 r. został 4. księciem Abercorn i zasiadł w brytyjskiej Izbie Lordów. Został również Lordem Namiestnikiem Tyrone. W 1963 r. został honorowym pułkownikiem 5 batalionu Royal Inniskilling Fusiliers.
9 lutego 1928 r. w kościele St. Martin-in-the-Fields w Londynie, poślubił lady Mary Katherine Crichton (8 lipca 1905 – 2 lutego 1990), córkę Henry’ego Crichtona, wicehrabiego Crichton i lady Mary Grosvenor, córki 1. księcia Westminster. James i Mary mieli razem dwóch synów i córkę:
- Moyra Kathleen Hamilton (ur. 22 lipca 1930), żona komandora Petera Campbella, ma dzieci
- James Hamilton (ur. 4 lipca 1934), 5. książę Abercorn
- Claud Anthony Hamilton (ur. 8 lipca 1939), ożenił się z Catherine Faulkner, ma dzieci